# جيرارد جانسين
جيرارد جانسين هو سياسي كندي، ولد في 3 مايو 1946 في فينلو في هولندا. حزبياً، نشط في الحزب الديمقراطي الجديد في كولومبيا البريطانية ‏.